# Bouhaïra
Bouhaïra (Nour El Bouhaira) és una ciutat de Tunísia, a la governació de Tunis. La ciutat mateix té uns 17.000 habitants, però està unida a altres ciutats de la rodalia de Tunis, especialment El Aouina i Soukra (aquesta ja a la governació d'Ariana). És capçalera d'una delegació amb 64.154 habitants. Va créixer per acollir a la nombrosa emigració que arribava a la capital.